# Nordil
Nordil (títol original en neerlandès: Het Schnitzelparadijs) és una pel·lícula de comèdia neerlandesa del 2005 dirigida per Martin Koolhoven. Ha estat doblada al català.

## Argument
Nordip Dounia, un neerlandès-marroquí que comença a treballar en una cuina de restaurant i s'enamora d'Agnes Meerman, neboda del gerent de l'hotel. Nordip ha de superar no només els prejudicis de la família d'Agnes, sinó també els desitjos del seu pare pel que fa al seu futur.
La pel·lícula va tenir un gran èxit als Països Baixos (va ser la pel·lícula holandesa més taquillera el 2005 als Països Baixos).

## Repartiment
- Mounir Valentyn : Nordip Dounia
- Bracha van Doesburgh: Agnes Meerman
- Mimoun Oaïssa: Amimoen
- Yahya Gaier: Mo
- Tygo Gernandt: Goran
- Gürkan Küçüksentürk: Ali
- Micha Hulshof: Sander
- Frank Lammers: Willem
- Sabri Saad El-Hamus: Mr. Doenia
- Nezha Karim: Mrs. Doenia
- Mohammed Chaara: Nadir Dounia
- Linda van Dyck: Nina Meerman
- Sanne Vogel: Claudia

## Premis i nominacions[calcitació]
Premis
- Premi del Jurat del Film Discovery - Festival d'Arts de Comèdia dels Estats Units -
- Millor actuació en una pel·lícula estrangera per Micha Hulshof
- Pel·lícula daurada (100.000 visitants) -
- Skip City International D-Cinema Festival Award al millor guió -
- ;nominacions
- Millor pel·lícula 14plus per Martin Koolhoven al Festival de Berlín
- Vedell d'or al millor director - Nominat
- Vedell d'or per a la millor edició - Nominat
- Vedell d'or amb el Millor Disseny de Producció - Nominat

El premi al millor actor secundari als Vedell d'or va ser compartit pels actors Yahya Gaier, Tygo Gernandt, Micha Hulshof, Gürkan Küçüksentürk i Mimoun Oaïssa.